# Dum Dum Girls
Dum Dum Girls és el projecte de la cantant i compositora Dee Dee Penny, que va començar com el seu projecte de gravació a Los Angeles a finals de 2008. Ella resideix actualment a la ciutat de Nova York. El nom és un doble homenatge a The Vaselines i a la cançó "Dum Dum Boys" d'Iggy Pop.

## Carrera
El primer llançament de Dee Dee sota el nom de Dum Dum Girls va ser un CDR de cinc cançons en el seu propi segell, Zoo Music, el 2008. Va ser seguit per un EP a Captured Tracks i un 7 "a Hozac Records. Així ràpidament es va guanyar l'atenció del públic amb aquestes gravacions i signà amb Sub Pop al juliol de 2009.
L'àlbum debut de Dum Dum Girls, I Will Be, va ser llançat al març de 2010. Va ser ben rebut per la crítica. Pitchfork descriu les cançons com "clàssics genuïns, indefectiblement modernes i sovint meravellosament associatives" Dee Dee va produir el disc amb Richard Gottehrer, qui havia treballat amb Richard Hell And The Voidoids, Blondie, The Go-Gos i The Raveonettes. Gottehrer també va co-escriure cançons tan importants de la dècada de 1960 com “My Boyfriend's Back,” i “I Want Candy" El disc inclou guitarristes convidats com Nick Zinner de Yeah Yeah Yeahs a "Yours Alone", l'espòs de Dee Dee, Brandon Welchez, de Cocodrils a "Girl en blanc", i Andrew Miller en diverses pistes. La portada de l'àlbum era una fotografia de la mare de Dee Dee, que va morir de càncer el 2010. Després del seu llançament, Dee Dee va formar una banda amb la finalitat de fer gires, i els seus primers shows van ser en suport de Girls.
El 2011, l'EP He Gets Me High, que inclou una versió de "There Is a Light That Never Goes Out" de The Smiths, va ser tret al mercat. Aquest disc va marcar l'addició de Sune Rose Wagner de The Raveonettes en l'equip de producció, on Dee Dee s'ha mantingut fins avui.
El segon àlbum Only in Dreams va ser llançat al setembre de 2011, amb els singles "Coming Down" i "Bedroom Eyes", l'últim dels quals Dum Dum Girls interpretaren al programa de televisió de Jimmy Fallon. Aquest àlbum és l'única gravació que compte amb la banda completa.
Al setembre de 2012, l'EP End of Daze va ser llançat, precedit pel single "Lord Knows" el 31 de juliol de 2012, el qual guanyà el premi Pitchfork Media a la Millor Cançó Nova.
Dee Dee també ha col·laborat en diversos projectes musicals. Va llançar un single seguit d'un EP "12 amb Mike Sniper de Blank Dogs. També va llançar una versió de la cançó de The Jesus and Mary Chain "Teenage Lust" amb Tamaryn el 2011 com Les demoniaques. Més recentment, ella i el seu marit Brandon Welchez de Crocodiles(banda) han llançat un single com a Haunted Hearts.
El grup és dirigit per Scott Cohen.

## Membres

### Els actuals membres de la banda
Dee Dee
(Veu, guitarra)
Jules
(Guitarra, veu)
Arenós
(Bateria i veu)
Malia
(Baix, veu)

### Antics membres
- Bambi (baix, veu)
- Frankie Rose (bateria i veu)
- Jeremy Rojas (baix)
- Andrew Montoya (bateria)
- Brandon Welchez (guitarra)
- Mike Sniper (baix)
- Chuck Rowell (teclat)

## Discografia

### Àlbums
- IWill Be LP, Hozac (primera edició), Sub Pop, 2010
- Only in Dreams LP, Sub Pop, 2011

### EPs
- Dum Dum Girls EP, Zoo Music, 2008
- Dum Dum Girls EP, Captured Tracks, 2009
- He Gets Em High EP, Sub Pop 2011
- End of Daze EP, Sub Pop 2012

### Videos
- "Catholicked"
- "Jail La La"
- "Blank Girl"
- "Bhang Bhang, I'm a Burnout"
- "He Gets Me High"
- "Bedroom Eyes"
- "Coming Down"
- "Lord Knows"